# Холявин, Николай Фёдорович
Николай Фёдорович Холявин (1869—1947) — русский художник-пейзажист.

## Биография
Родился в 1874 году.
Учился в Московском училище, живописи, ваяния и зодчества.
Член ТПХВ с 1908 года (экспонент — с 1904 года). Принимал участие в выставках ТПХВ, Московского товарищества художников, Московского общества любителей художеств.
Умер в 1924 году.

## Творчество
Произведения Холявина находятся во многих музеях России.
В фондах ГА РФ имеются материалы, посвященные Н. Ф. Холявину.